# La Teulera (Novelda)
La Teulera es un arrabal o paraje de Novelda (comarca del Vinalopó Medio) que se encuentra elevado a orillas del Vinalopó, entre el río y la estación de ferrocarril situada al norte de aquella ciudad. Ubicada en las coordenadas 38°23'57.7"N 0°46'28.9"W, tiene una altura de 267 metros sobre el nivel del mar. La zona es parcialmente agrícola y arbórea, habiendo aún abundante presencia de olivos, algarrobos, palmeras i pinos. La parte colindante con el río ha estado objeto, desde principios de siglo XXI, de limpieza de cactus invasores y de repoblación botánica autóctona, especialmente arbustiva.

## Rutas de senderismo

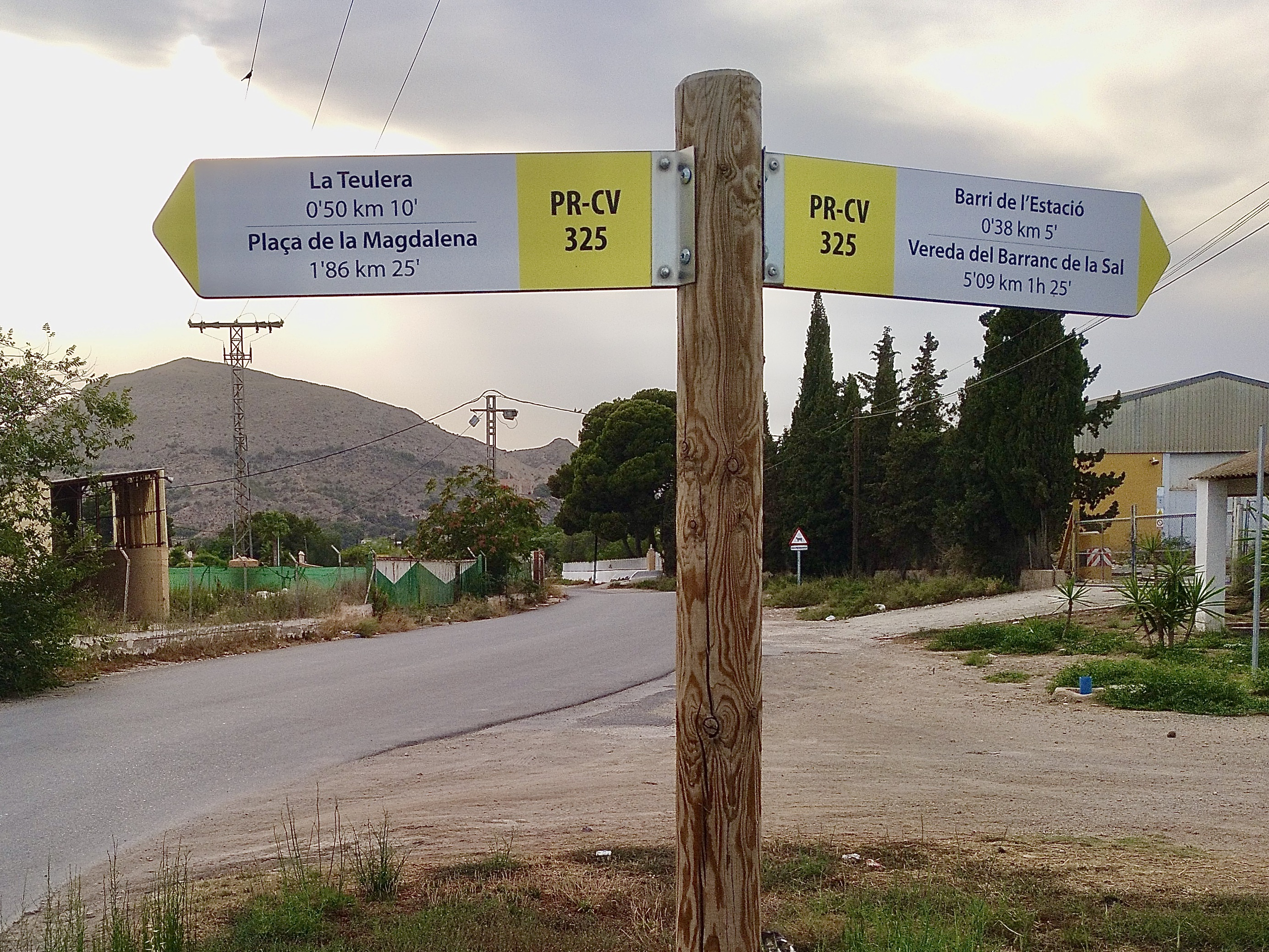
Encrucijada entre La Teulera y la estación de tren (Novelda), con la montaña de la Mola al fondo.

Debido a su ubicación en los caminos que conectan el castillo de la Mola –y la montaña de la que recibe el nombre–, el Montagut y la sierra del Cid con la ciudad de Novelda, la Teulera figura en medio del trazado de diferentes rutas muy conocidas de senderismo que se práctica en la comarca.

## Toponimia
«La Teulera» es nombre con carácter oficial inscrito en el listado toponímico de la Sección de Onomástica de la Academia Valenciana de la Lengua, en el apartado de Partidas y parajes de Novelda. El nombre proviene del antiguo obrador dedicado a la fabricación de tejas («teules», en valenciano) que allí había instalado aprovechando la proximidad de la arcilla y el agua del río, materias primas básicas para esta actividad.
Siempre en relación con la ubicación de antiguos obradores de estas características, el topónimo Teulera es compartido con otros lugares, ya sean entidades administrativas o parajes rurales, como La Teulera (Palma), Torre de Cala Teulera (Menorca), Barranc de la Teulera (Castell de Mur), Paratge la Teulera (Rivert), La Teulera (La Torre de Cabdella) o Solà de la Teulera (Bóixols).